# Nadine Labaki
Nadine Antoine Labaki (in arabo نادين لبكي‎?; Baabdat, 18 febbraio 1974) è un'attrice, regista e sceneggiatrice libanese.

## Biografia
Figlia di un ingegnere e di una casalinga, la sua carriera comincia nei primi anni novanta con un concorso organizzato dall'emittente musicale Studio El Fan. In quell'occasione Nadine realizza il video dell'allora esordiente cantante Carla, diventata in seguito una delle vj più famose del Libano.
Uno dei suoi video musicali successivi causò parecchie discussioni nel pubblico, dal momento che era incentrato sulla figura di una cameriera in una tavola calda egiziana; il cortometraggio fu ritenuto troppo "audace". Da allora la sua carriera ebbe un'accelerazione, culminata prima nella realizzazione di spot commerciali per la Coca-Cola e infine nell'approdo al cinema, dove si è cimentata anche come attrice.
Nel 2006 dirige e interpreta il suo primo lungometraggio Caramel, finito di girare appena nove giorni prima che scoppiasse la guerra con Israele e presentato a Cannes un anno dopo. Si tratta di una storia dove cinque donne parlano della quotidianità femminile in un salone di bellezza. Con questo film ha consolidato la sua fama di attrice principalmente nell'area del Medio Oriente e nel Libano. Ha poi girato E ora dove andiamo? (2011) e Cafarnao - Caos e miracoli (2018); quest'ultimo è stato candidato come miglior film straniero a Oscar, Golden Globe e César.

## Filmografia

### Attrice
- Ramad, regia di Joana Adjithomas e Khalil Joreige – cortometraggio (2003)
- Non mètrage Libanais, regia di Ghassan Koteit e Wissam Smayra – cortometraggio (2003)
- Seventh Dog, regia di Zeina Durra – cortometraggio (2005)
- Bosta, regia di Philippe Aractingi (2005)
- Caramel (Sukkar banat), regia di Nadine Labaki (2007)
- Stray Bullet (Rsasa taycheh), regia di Georges Hachem (2010)
- Il padre e lo straniero, regia di Ricky Tognazzi (2010)
- E ora dove andiamo? (Et maintenant, on va où?), regia di Nadine Labaki (2011)
- Rock the Casbah, regia di Laïla Marrakchi (2013)
- Mea culpa, regia di Fred Cavayé (2014)
- O Milagre, episodio di Rio, eu te amo, regia di  (2014)
- Il prezzo della gloria (La rançon de la glorie), regia di Xavier Beauvois (2014)
- The Idol, regia di Hany Abu-Assad (2015)
- Cafarnao - Caos e miracoli (Capharnaüm), regia di Nadine Labaki (2018)
- 1982, regia di Oualid Mouaness (2019)
- Costa Brava, Lebanon, regia di Mounia Akl (2021)
- As'hab… wa'la a'az, regia di Wissam Smayra (2022)
- Swimming Home, regia di Justin Anderson (2024)
- The Sand Castle, regia di Matty Brown (2024)

### Regista
- Caramel (Sukkar banat) (2007)
- E ora dove andiamo? (Et maintenant, on va où?) (2011)
- O Milagre, episodio di Rio, eu te amo (2014)
- Cafarnao - Caos e miracoli (Capharnaüm) (2018)
- Homemade – serie TV, episodio 1x11 (2020)